# Adrián Torres
Adrián Nahuel Torres (El Talar, Buenos Aires, Argentina; 31 de octubre de 1989) es un futbolista argentino que se desempeña como mediocampista y su primer equipo fue Godoy Cruz de Mendoza de la Primera División de Argentina. Actualmente juega en Flandria.jugará en junio en el equipo del kun agüero team

## Trayectoria
Su debut en Primera se produjo el 8 de agosto de 2010 en el empate 1-1 ante Boca Juniors. Casualmente su primer gol en Primera ocurrió el 13 de febrero de 2011 en la victoria 4-1 ante, también, Boca Juniors.

## Clubes
| Club                  | País      | Año       |
| --------------------- | --------- | --------- |
| Vélez Sarsfield       | Argentina | 2010      |
| Godoy Cruz de Mendoza | Argentina | 2010-2012 |
| Deportivo Merlo       | Argentina | 2012-2013 |
| Fenix                 | Argentina | 2013-2014 |
| Club Atlético Atlanta | Argentina | 2014-2015 |
| Club Almagro          | Argentina | 2015-2019 |
| Chacarita Juniors     | Argentina | 2019-Act. |